# جون باول فايسه
جون باول فايسه (بالإنجليزية: John Paul Wiese) هو قاضي أمريكي، ولد في 19 أبريل 1934 في بروكلين في الولايات المتحدة.